# Philodromus longitibiacus
Philodromus longitibiacus är en spindelart som beskrevs av Yin, Peng och Kim 1999. Philodromus longitibiacus ingår i släktet Philodromus och familjen snabblöparspindlar. Inga underarter finns listade i Catalogue of Life.